# Passe d'Avatoru

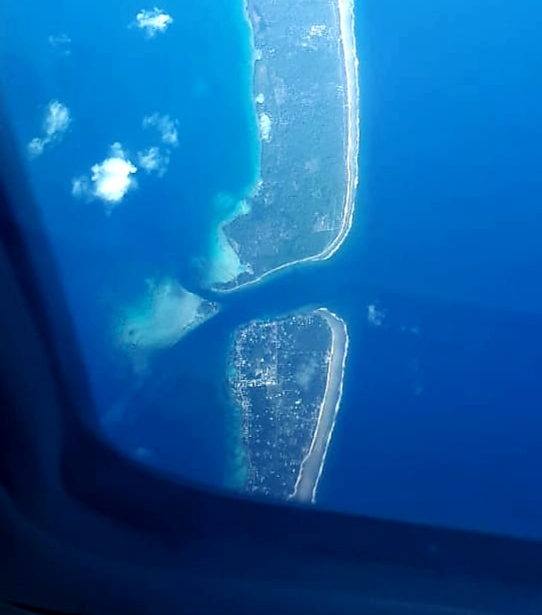
Passe d'Avatoru vue d'avion

La passe d'Avatoru est, avec la passe de Tiputa, la deuxième principale passe de Rangiroa, île de l'archipel des Tuamotu. Elle se trouve à l'ouest de l'atoll principal.
Moins réputée que la passe de Tiputa qui est mondialement connue pour la plongée sous-marine, la passe de Rangiroa reste néanmoins un très bon site de plongée,.